# 2008年世界房車錦標賽巴西站
2008年世界房車錦標賽巴西站是2008年度世界房車錦標賽的第一站賽事，正式比賽在2008年3月2日於巴西庫里奇巴國際賽道上舉行。這是第三次在巴西舉行賽事。第一回合由西亞車隊的伊雲·梅拿勝出，第二回合由西亞車隊的泰基尼勝出。